# Campeonato Mundial Junior de Atletismo de 2010
El XIII Campeonato Mundial Junior de Atletismo se desarrolló entre el 19 y 25 de julio de 2010 en la ciudad de Moncton, Canadá. La sede del evento fue el Estadio de Moncton.

## Resultados

### Masculino
| Evento                                 | Oro                                                                             | Plata                                                                         | Bronce                                                                       |
| -------------------------------------- | ------------------------------------------------------------------------------- | ----------------------------------------------------------------------------- | ---------------------------------------------------------------------------- |
| 100 m (21.07)                          | Dexter Lee Jamaica 10,21                                                        | Charles Silmon Estados Unidos 10,23                                           | Jimmy Vicaut Francia 10,28                                                   |
| 200 m (23.07)                          | Shota Iizuka Japón 20,67                                                        | Aliaksandr Linnik · Bielorrusia · 20,89                                       | Aaron Brown · Canadá · 21,00                                                 |
| 400 m (22.07)                          | Kirani James Granada 45,89                                                      | Marcell Deák Nagy · Hungría · 46,09                                           | Errol Nolan Estados Unidos 46,36                                             |
| 800 m (25.07)                          | David Mutinda Mutua Kenia 1:46,41                                               | Casimir Loxsom Estados Unidos 1:46,57                                         | Robby Andrews Estados Unidos 1:47,00                                         |
| 1500 m (22.07)                         | Caleb Mwangangi Ndiku Kenia 3:37,30                                             | Abderrahmane Anou Argelia 3:38,86                                             | Mohamad Al-Garni Catar 3:38,91                                               |
| 5000 m (24.07)                         | David Kiprotich Bett Kenia 13:23,76                                             | John Kipkoech Kenia 13:26,03                                                  | Aziz Lahbabi Marruecos 13:28,92                                              |
| 10000 m (20.07)                        | Dennis Chepkongin Masai Kenia 27:53,88                                          | Gebretsadik Abraha Etiopía 28:03,45                                           | Paul Kipchumba Lonyangata Kenia 28:14,55                                     |
| 3000 m obstáculos (25.07)              | Jonathan Muia Ndiku Kenia 8:23,48                                               | Albert Kiptoo Yator Kenia 8:33,55                                             | Jacob Araptany Uganda 8:37,02                                                |
| 110 m vallas, 99 cm (25.07)            | Pascal Martinot-Lagarde Francia 13,52                                           | Vladimir Vukicevic · Noruega · 13,59                                          | Jack Meredith Reino Unido 13,59                                              |
| 400 m vallas (23.07)                   | Jehue Gordon Trinidad y Tobago 13,52                                            | Takatoshi Abe Japón 13,59                                                     | Leslie Murray Islas Vírgenes de los Estados Unidos 13,59                     |
| Salto de altura (23.07)                | Mutaz Essa Barshim Catar 2,30                                                   | David Smith Estados Unidos 2,24                                               | Naoto Tobe Japón 2,21                                                        |
| Salto con pértiga (22.07)              | Anton Ivakin · Rusia · 5,50                                                     | Claudio Stecchi · Italia · 5,40                                               | Andrew Sutcliffe Reino Unido 5,35                                            |
| Salto de longitud (21.07)              | Luvo Manyonga Sudáfrica 7,99                                                    | Eusebio Cáceres · España · 7,90                                               | Taylor Stewart · Canadá · 7,63                                               |
| Triple salto (25.07)                   | Aleksey Fedorov · Rusia · 16,68                                                 | Ernesto Revé · Cuba · 16,47                                                   | Omar Craddock Estados Unidos 16,23                                           |
| Lanzamiento de peso, 6 kg (21.07)      | Jacko Gill Nueva Zelanda 20,76                                                  | Božidar Antunovic Serbia 20,20                                                | Yongheng Ding China 20,14                                                    |
| Lanzamiento de disco, 1.750 kg (24.07) | Andrius Gudžius · Lituania · 63,78                                              | Andrei Gag · Rumania · 61,85                                                  | Julian Wruck Australia 61,09                                                 |
| Lanzamiento de martillo, 6 kg (25.07)  | Conor McCullough Estados Unidos 80,79                                           | Ákos Hudi · Hungría · 78,37                                                   | Alaa El-Din El-Ashry · Egipto · 76,66                                        |
| Lanzamiento de jabalina (23.07)        | Till Wöschler · Alemania · 82,52                                                | Genki Dean Japón 76,44                                                        | Dmitri Tarabin · Rusia · 76,42                                               |
| Decatlón junior (20.07 - 21.07)        | Kevin Mayer Francia 7.928                                                       | Ilya Shkurenev · Rusia · 7.830                                                | Marcus Nilsson · Suecia · 7.751                                              |
| 10.000 m Marcha (23.7)                 | Valery Filipchuk · Rusia · 40:43,17                                             | Zelin Cai China 40:43,59                                                      | Petr Bogatyrev · Rusia · 40:50,37                                            |
| 4 x 100 m (24.7)                       | Michael Granger Charles Silmon Eric Harris Oliver Bradwell Estados Unidos 38,93 | Brandon Tomlinson Bernardo Brady Odane Skeen Dexter Lee Jamaica 39,55         | Jamol James Sabian Cox Moriba Morain Shermund Allsop Trinidad y Tobago 39,72 |
| 4 x 400 m (24.7)                       | Joshua Mance Errol Nolan David Verburg Michael Berry Estados Unidos 3:04,76     | Japhet Samuel Tobi Ogunmola Okeudo Jonathan Nmaju Salihu Isah Nigeria 3:06,36 | Nathan Wake Dan Putnam Sebastian Rodger Jack Green Reino Unido 3:06,49       |

### Femenino
| Evento                          | Oro                                                                                | Plata                                                                                    | Bronce                                                                                   |
| ------------------------------- | ---------------------------------------------------------------------------------- | ---------------------------------------------------------------------------------------- | ---------------------------------------------------------------------------------------- |
| 100 m (21.07)                   | Jodie Williams Reino Unido 11,40                                                   | Takeia Pinckney Estados Unidos 11,49                                                     | Jamile Samuel · Países Bajos · 11,56                                                     |
| 200 m (23.07)                   | Stormy Kendrick Estados Unidos 22,99                                               | Jodie Williams Reino Unido 23,19                                                         | Jamile Samuel · Países Bajos · 23,27                                                     |
| 400 m (22.07)                   | Shaunae Miller Bahamas 52,52                                                       | Margaret Etim Níger 53,05                                                                | Bianca Razor · Rumania · 53,17                                                           |
| 800 m (22.07)                   | Elena Mirela Lavric · Rumania · 2:01,85                                            | Cherono Koech Kenia 2:02,29                                                              | Annet Negesa Uganda 2:02,51                                                              |
| 1.500 m (25.07)                 | Tizita Bogale Etiopía 4:08,06                                                      | Ciara Mageean Irlanda 4:09,51                                                            | Nancy Chepkwemoi Kenia 4:11,04                                                           |
| 3.000 m (19.07)                 | Mercy Cherono Kenia 8:55,07                                                        | Emebet Anteneh Etiopía 8:55,24                                                           | Layes Abdullayeva Azerbaiyán 8:55,33                                                     |
| 5.000 m (21.07)                 | Genzebe Dibaba Etiopía 15:08,06                                                    | Mercy Cherono Kenia 15:09,19                                                             | Alice Aprot Nawowuna Kenia 15:17,39                                                      |
| 3.000 m obstáculos (22.07)      | Purity Cherotich Kirui Kenia 9:36,34                                               | Birtukan Adamu Etiopía 9:43,23                                                           | Lucia Kamene Muangi Kenia 9:43,71                                                        |
| 400 m vallas (24.07)            | Vera Rudakova · Rusia · 57,16                                                      | Evonne Britton Estados Unidos 57,32                                                      | Shiori Miki Japón 57,35                                                                  |
| Salto de altura (25.07)         | Marija Vuković · Montenegro · 1,91                                                 | Airiné Palšyté · Lituania · 1,89                                                         | Elena Vallortigara · Italia · 1,89                                                       |
| Salto con pértiga (24.07)       | Angelica Bengtsson · Suecia · 4,25                                                 | Victoria von Eynatten · Alemania · 4,20                                                  | Holly Bleasdale Reino Unido 4,15                                                         |
| Salto de longitud (23.07)       | Irisdaymi Herrera · Cuba · 6,41                                                    | Wupin Wang China 6,23                                                                    | Marharyta Tverdohlib · Ucrania · 6,20                                                    |
| Triple salto (22.07)            | Dailenys Alcántara · Cuba · 14,09                                                  | Laura Samuel Reino Unido 13,75                                                           | Lina Deng China 13,72                                                                    |
| Lanzamiento de peso (20.07)     | Geisa Arcanjo · Brasil · 17,02                                                     | Qianqian Meng China 16,94                                                                | Shuang Cui China 16,13                                                                   |
| Lanzamiento de disco (22.07)    | Yaime Pérez · Cuba · 56,01                                                         | Erin Pendleton Estados Unidos 54,96                                                      | Yuliya Kurylo · Ucrania · 53,96                                                          |
| Lanzamiento de martillo (24.07) | Sophie Hitchon Reino Unido 66,01                                                   | Barbara Špiler Eslovenia 65,28                                                           | Li Zhang China 63,96                                                                     |
| Lanzamiento de jabalina (21.07) | Sanni Utriainen · Finlandia · 56,69                                                | Lina Muze Letonia 56,64                                                                  | Tazmin Brits Sudáfrica 54,55                                                             |
| Heptatlón (23.07)               | Dafne Schippers · Países Bajos · 5.967                                             | Sara Gambetta · Alemania · 5.770                                                         | Helga Thorsteinsdóttir Islandia 5.706                                                    |
| 10.000 m Marcha (21.07)         | Elena Lashmanova · Rusia · 44:11,90                                                | Anna Lukyanova · Rusia · 44:17,98                                                        | Kumiko Okada Japón 45:56,15                                                              |
| 4 x 100 m relevos (24.07)       | Stormy Kendrick Takeia Pinckney Dezerea Bryant Ashley Collier Estados Unidos 43,44 | Nadja Bahl · Leena Günther · Tatjana Pinto · Stefanie Pähler · Alemania · 43,74          | Dafne Schippers · Loreanne Kuhurima · Eva Lubbers · Jamile Samuel · Países Bajos · 44,09 |
| 4 x 400 m relevos (25.07)       | Diamond Dixon Stacey-Ann Smith Laura Roesler Regina George Estados Unidos 3:31,20  | Nkiruka Florence Uwakwe Bukola Abogunloko Chizoba Okodogbe Margaret Etim Nigeria 3:31,84 | Jody Ann Muir Janieve Russell Natoya Goule Chris-Ann Gordon Jamaica 3:32,24              |

## Medallero
| Núm. | País                                 | Oro | Plata | Bronce | Total |
| ---- | ------------------------------------ | --- | ----- | ------ | ----- |
| 1    | Kenia                                | 7   | 4     | 4      | 15    |
| 2    | Estados Unidos                       | 6   | 6     | 3      | 15    |
| 3    | Rusia                                | 5   | 2     | 2      | 9     |
| 4    | Cuba                                 | 3   | 1     | 0      | 4     |
| 5    | Etiopía                              | 2   | 3     | 0      | 5     |
| 6    | Reino Unido                          | 2   | 2     | 4      | 8     |
| 7    | Francia                              | 2   | 0     | 1      | 3     |
| 8    | Alemania                             | 1   | 4     | 1      | 7     |
| 9    | Japón                                | 1   | 2     | 3      | 6     |
| 10   | Jamaica                              | 1   | 1     | 1      | 3     |
|      | Rumania                              | 1   | 1     | 1      | 3     |
| 12   | Lituania                             | 1   | 1     | 0      | 2     |
|      | Noruega                              | 1   | 1     | 0      | 2     |
| 14   | Países Bajos                         | 1   | 0     | 3      | 4     |
| 15   | Catar                                | 1   | 0     | 1      | 2     |
|      | Sudáfrica                            | 1   | 0     | 1      | 2     |
|      | Suecia                               | 1   | 0     | 1      | 2     |
|      | Trinidad y Tobago                    | 1   | 0     | 1      | 2     |
| 19   | Bahamas                              | 1   | 0     | 0      | 1     |
|      | Brasil                               | 1   | 0     | 0      | 1     |
|      | Finlandia                            | 1   | 0     | 1      | 2     |
|      | Granada                              | 1   | 0     | 1      | 2     |
|      | Montenegro                           | 1   | 0     | 1      | 2     |
|      | Nueva Zelanda                        | 1   | 0     | 1      | 2     |
| 25   | China                                | 0   | 3     | 4      | 7     |
| 26   | Nigeria                              | 0   | 3     | 0      | 3     |
| 27   | Hungría                              | 0   | 2     | 0      | 2     |
| 28   | Italia                               | 0   | 1     | 1      | 2     |
| 29   | Argelia                              | 0   | 1     | 0      | 1     |
|      | Bielorrusia                          | 0   | 1     | 0      | 1     |
|      | Irlanda                              | 0   | 1     | 0      | 1     |
|      | Letonia                              | 0   | 1     | 0      | 1     |
|      | Serbia                               | 0   | 1     | 0      | 1     |
|      | Eslovenia                            | 0   | 1     | 0      | 1     |
|      | España                               | 0   | 1     | 0      | 1     |
| 36   | Canadá                               | 0   | 0     | 2      | 2     |
|      | Uganda                               | 0   | 0     | 2      | 2     |
|      | Ucrania                              | 0   | 0     | 2      | 2     |
| 39   | Australia                            | 0   | 0     | 1      | 1     |
|      | Azerbaiyán                           | 0   | 0     | 1      | 1     |
|      | Egipto                               | 0   | 0     | 1      | 1     |
|      | Islandia                             | 0   | 0     | 1      | 1     |
|      | Marruecos                            | 0   | 0     | 1      | 1     |
|      | Islas Vírgenes de los Estados Unidos | 0   | 0     | 1      | 1     |